# حصار (نظام دفاع جوي)
حصار (بالتركية: HİSAR) هو نظام دفاع جوي بصواريخ أرض-جو قصيرة المدى تركي الصنع. تصنعه شركتا ركوتسان وأسلسان، وهو قيد التطوير منذ 2007. صرح مسؤول دفاعي تركي أن النظام نجح في الاختبارات النهائية في أكتوبر 2019. ويأتي النظام في فئات مختلفة، ومن المتوقع أن تدخل فئتا HiSAR-A وHiSAR-O الخدمة في عام 2020 و2021. وتعمل صواريخ منظومة HiSAR-O بالتوجيه بالأشعة تحت الحمراء.
أعلنت شركة قولومان التركية تطوير منصة تحميل وإطلاق لنظم حصار تتكون من عربتين. المنصة التي طورتها الشركة تتيح حمل 6 صواريخ في وقت واحد.

## الاستشهادات
1. ↑  "تركيا تختبر بنجاح منظومة الدفاع الجوي "حصار" محلية الصنع". ديلي صباح. 12 أكتوبر 2019. مؤرشف من الأصل في 2019-12-11. اطلع عليه بتاريخ 2019-11-11.
2. ↑  "شركة تركية تطور منصة لنقل وإطلاق منظومة الدفاع الجوي "حصار"". الأمن والدفاع العربي. 14 يناير 2019. مؤرشف من الأصل في 2019-04-22. اطلع عليه بتاريخ 2019-11-11.